# Long Live The Queen
Long Live The Queen ist ein Simulations-Rollenspiel, das von Hanako Games und Spiky Caterpillar entwickelt und von Hanako Games veröffentlicht wurde. Die Geschichte des Spiels handelt von einer jungen Prinzessin, die nach dem Tod ihrer Mutter zur Königin ausgebildet wird. Das Ziel des Spiels ist es, die Prinzessin 40 Wochen lang am Leben zu erhalten, bis sie 15 Jahre alt wird und gekrönt wird. Das Spiel wurde am 2. Juni 2012 für Windows, Mac OS und Linux veröffentlicht. Es verwendet Grafiken im Anime-Stil und wurde auf Englisch geschrieben.
Im Juli 2022 wurde Long Live the Queen von Ratalaika Games für PlayStation 4, PlayStation 5, Xbox One, Xbox Series und Nintendo Switch veröffentlicht.

## Handlung
Die Königin von Nova ist vor Kurzem verstorben, und ihre Tochter, die 14-jährige Prinzessin Elodie, muss ihre Schulausbildung abbrechen, um sich auf die Nachfolge als Königin vorzubereiten. Ihre Krönung findet in 40 Wochen statt – an ihrem 15. Geburtstag. Viele Menschen im Königreich versuchen, den Tod der Monarchin auszunutzen und Elodie zu töten.

## Spielmechanik
Der Spieler liest die Geschichte und plant die wöchentlichen Lektionen der Protagonistin zu Themen wie Wirtschaft, Außenpolitik, Logistik, Ausdruck, Militär, Selbstverteidigung, Intrigen, Redekunst und Magie. Auf der Grundlage dieser Aktivitäten verbessert Elodie ihre Kenntnisse in verschiedenen Statistiken. Außerdem kann Elodie am Wochenende frei über das Schloss verfügen und eine Aktivität wählen, die ihre Stimmung verändert. Sie hat vier emotionale Achsen, und ihre Position auf jeder bestimmt ihre Fähigkeit, bestimmte Themen zu erlernen: Wenn sie zum Beispiel „willensstark“ ist, kann sie militärische und intrigante Fähigkeiten leichter meistern, aber es erschwert auch das Erlernen ziviler Fähigkeiten wie königliches Benehmen. Sobald alle drei Unterfähigkeiten einer bestimmten Fähigkeit einen bestimmten Wert erreicht haben (jeweils etwa 30), erhält Elodie ein Outfit, das diese spezielle Fähigkeit verbessert.
Durch das Erlernen einiger Fähigkeiten werden zusätzliche Wochenendaktionen freigeschaltet: Wenn sie zum Beispiel „Tanzen“ lernt, kann sie Bälle besuchen, während „Reflexe“ ihr die Fähigkeit verleiht, Tennis zu spielen.
Im Laufe der Wochen bieten sich Elodie verschiedene soziale und politische Möglichkeiten. Wenn sich diese ergeben, prüft das Spiel Elodies aktuelle Fähigkeiten und wählt ein Ergebnis aus, manchmal ohne dem Spieler die Möglichkeit zu geben, einzugreifen.
Zum Beispiel erfordert eine der ersten Prüfungen der Fähigkeiten (ein Schlangenangriff) 10 Punkte in der Fähigkeit „Gelassenheit“. Wenn Elodie erfolgreich ist, behält sie die Ruhe und ermöglicht es einer Wache, die Schlange zu töten; wenn sie versagt, wird ihre Cousine gebissen, ein Ereignis, dessen Folgen sich in einem bestimmten Spielverlauf bemerkbar machen können.
Die meisten Prüfungen können ohne schwerwiegende Folgen misslingen, aber einige können ganze Handlungsstränge versperren.
Sehr oft jedoch ist das Bestehen oder Nichtbestehen einer Fähigkeitsprüfung eine Frage von Leben oder Tod für Elodie: Wenn ihre Fähigkeiten nicht ausreichen, stirbt sie (auf eine von mehreren möglichen Arten).
Aufgrund der sich verzweigenden Entscheidungswege bietet das Spiel mehrere Enden, die davon abhängen, wen Elodie heiratet, wie sie mit den Nachbarvölkern umgeht, welche Fähigkeiten sie im Umgang mit der Magie hat, wie das Schicksal ihres Vaters Joslyn aussieht und – natürlich – ob sie überhaupt bis zu ihrer Krönung überlebt.

## Entwicklung
Das Spiel wurde von Hanako Games entwickelt, dem Entwickler von Cute Knight, Cute Knight Kingdom und Magical Diary, die sich alle an Mädchen richten, aber auch ein breiteres Publikum ansprechen. Long Live The Queen hat dunklere Themen als die vorherigen Titel.
Ein kostenloses Update für das Spiel wurde am 26. Januar 2015 veröffentlicht und fügte dem Spiel neue Charaktere, Story-Elemente und Enden sowie andere Inhalte hinzu.

## Rezeption
Technology Tell gab dem Spiel eine Wertung von 90/100 und schrieb: „Es ist wirklich ein ungewöhnliches Abenteuer, und ich bewundere Hanako Games und Spiky Caterpillar dafür, dass sie ein wenig aus ihrer Komfortzone herausgetreten sind, um ein düsteres Spiel zu veröffentlichen, das von den Spielern verlangt, klug zu denken und Emotionen zu steuern, um einen Charakter am Leben zu erhalten.“
IndieGames gab ebenfalls eine positive Wertung und schrieb: „Langer Rede kurzer Sinn: Long Live The Queen ist ein solider Titel.“